# بيل ووكر (سياسي أمريكي)
بيل ووكر (بالإنجليزية: Bill Walker)‏ هو محامي وسياسي أمريكي، ولد في 16 أبريل 1951 في فيربانكس في الولايات المتحدة. حزبياً، نشط في مستقل (2014 – ) والحزب الجمهوري ( – 2014). في 2014 Alaska gubernatorial election ‏، انتخب حاكم ألاسكا ‏ (1 ديسمبر 2014 – ).

## وصلات خارجية
- الموقع الرسمي